# Lars Mjøen
Lars Lennart Heiberg Mjøen (född 13 november 1945) är en norsk skådespelare, författare och komiker. Han är son till skådespelarna Jon Lennart Mjøen och Else Heiberg. Före radio- och TV-karriären var han PR-chef på Warner Bros (film) Norge.
Han har varit en del av duon Lystad & Mjøen, samt humortrion KLM, tillsammans med Knut Lystad och Trond Kirkvaag. Tillsammans fick de tre Norsk revyforfatterforenings Leonardstatuetten (2001) och hederspriset under Komiprisen 2007. De har levererat bidrag till den internationella TV-festivalen i Montreux fyra gånger, och vunnit priset för roligaste program to gånger med Diplomatix (1985) og The rise and fall of an olympic Village (1994). Han skrev manus och medverkade tillsammans med Kirkvaag och Lystad i långfilmen Noe helt annet (1985) och Brødrene Dal och Vikingsvärdets Förbannelse.
Mjøen började sin karriär på NRK radio tillsammans med Knut Lystad på 1970-talet med programserierna Bare et lite øreblikk och Bedre sent enn alvor, Gal Mix och Lystad och Mjøens chowshow. Radiokarriären, bl.a. med många bidrag till NRK-serien Hallo i Uken - fortsatte fram till början av 1990-talet.
Han är mycket musikintresserad och gav ut albumet Singin' in the Brain 1974. Han har också givit ut två böcker inspirerade av Bröderna Dals första och fjärde serie. Mjøen har också skrivet sångtexter, inte minst till KLMs enda "hit" - Torsken Kommer.
2011 gick Mjøen ut med kritik av TV_2_Norges humorprogram Torsdag kveld fra Nydalen och ansåg det var ett humorprogram utan substans. Komikern Morten Ramm kommenterade i en intervju med magasinet Mann att han tidigare älskat Mjøen, men att Mjøen inte tyckte om honom och han nu hade "lust att riva ballarna [till Mjøen] ut genom kalsongerna och kasta dem i öppna spisen.»
Han är kusin till författaren Gerd Brantenberg och barnbarn till Jon Alfred Mjøen.

## Diskografi
Album
- Singin' in the Brain (1974)
- Retrospektløst (1995)

Singlar
- Hurra-vi-skal-dø-rag/Spretne Ludmilla (1971)
- Bare Gro/Norske menn (1991, Nye Reiulfs)

### Lystad & Mjøen
- Rent vannvidd (1977)
- Røverkjøp (1978)
- Radioaktivitet (1979)
- Apecalypso nå (1980)
- Perler for svin (1985)
- Still Crazy After All These Years (1988)
- Gullplate for 50.000 solgte (1990)
- I Syses tid (1991)
- Danser med prester (1992)
- Dette er bedre sent enn alvor (Lystad og Mjøens beste) Vol. 2 (1994)
- Det beste fra Bedre sent enn alvor (2004)
- Komplett galskap (2007)

Singlar
- Røverkjøp (1978)
- Noe helt annet/Perler for svin (1985)

### KLM
Album
- Spektralplate (1982)
- KLM (1983)
- KLM synger Brødrene Dal (1991)
- Brødrene Dal på vikingtokt (1997)
- De Beste (Samlealbum, 2002)

Singlar
- Torsken kommer/Gaus, Roms og Brumund (1982)
- Noe helt annet/Perler for svin (1985)
- Stjerneskudd (1989)
- Viking viking skip skip (1997)
- Viking Arne (1997)

### Deltar på
- Stein Ingebrigtsen: Tilbake til naturen (1974)
- Treff-serien: På Treff med 7 (1974)
- Gro Anita Schønn: Takk for glitter og stas (1974)
- Nett Records: Norsktoppen (1974)
- Komedia: Latterkongene (1978)
- EMI: Treffpunkt Norsktoppen (1979)
- Talent: Nyheter fra Talent Produksjon julen 1979 (1979)
- Moondisc: ESSO Music Party 12 (1979)
- Komedia: Latterkongene 2 –  Hjemmerevy med kongene (1980)
- PD Music: Kreditkassetten (1980)
- Helge Høgberg AS: Stjernen Vol. 1 (1980)
- EPA: Sprøstekt humor uten fett! 10 brennferske melodier (1980)
- Helge Høgberg AS: Ski-sprøyt & 10 Smash Hits (1981)
- Sparebanken: Det er i orden! (1981)
- Inger Lise Rypdal: Lady Di/Med ryggen til (1982)
- Se og Hør: Pop Nytt – Grand Prix Extra (1982)
- VG: På gang 6 (1982)
- Philips: Opplandtoppen II (1982)
- Inger Lise Rypdal: Kontakt (1982)
- Hanne Krogh: Alene (1982)
- VG: På gang 11 (1983)
- Norges Skøyteforbund: Heia Norge! (1983)
- Magnum: OL-kassetten – Brødrene Dal i en Sarajevo (1983)
- Philips: En enda lysere idé fra Philips (1983)
- Hadeland Glassverk: Brødrene Dal i jakten på Glasshytta (1983)
- Bladkompaniet: Nissens julekassett (1983)
- Fredrikstad Fotballklubb: Goal 1 (1984)
- Philips: Vi i Philips ViP – Sommer '84 (1984)
- Home's Musikk: I baksetet (1984)
- Bladkompaniet: Nissens julekassett 2 (1984)
- Glamox: Glamox Greatest Heats (1988)
- Posten: Postens reiseradio (1988)
- Posten: Talkman: Postens musikk & Talkshow – Høydepunkter fra postens sommerkassett 1983–1993 (1994)
- Karussell: Nordmenn er gale (1994)
- PolyGram: Norske toppartister (1995)
- Egmont Music Club: Det beste av norsk musikk 1981–1983 (1999)
- Universal Music: Nordmenn er gale! (1999)
- Stein Ingebrigtsen: Rock`n`Roll du fanget meg (1999)
- Propp og Berta: Propp og Berta – Eventyr og musikk fra filmen (2000)
- Scream Music Entertainment: Volum 4,5%... den andre drekka enda mer! (2001)
- MilliGram/Universal Music: Caspers barnefavoritter 4 (2002)
- Universal Music: Svensker er gale og nordmenn er Harry!!! (2003)
- Gnottene: Syng og dans (2003)
- Unidisc: Norsk musikk i 100 – Vol 6: Ikke helnorsk, men... (2005)
- Gnottene: Gnottene – De magiske steinen & Wow (2006)
- Gnottene: Gnottene 2 – Prompedagen & noe muffens (2006)
- Gnottene: Gnottene 3 – Farlig og svart & sukkesyken (2006)
- Gnottene: Gnottene 4 – Gjemsel glemsel og temmelig hemmelig (2006)
- Gnottene: Gnottene 5 – Fargekartet & helt sjef (2006)
- Gnottene: Gnottene 6 – Da Ylummermuggen kom & møggelgnotter (2006)
- NRK: Latterlige øyeblikk (2006)
- Universal Music: Våre aller beste for barn (2010)
- Inger Lise Rypdal: De beste jeg vet – 40 slagere fra søttitallet (2010)
- ESS Engros: Latterkuler – Norske humorklassikere i 50 år (2013)
- ESS Engros: Latterkuler 2 – Norske humorklassikere i 50 år (2014)
- Grammofon: Alle tiders barnesanger (2015)
- Treff: Treff – 70-talls hits (2016)
- Paolo Vinaccia: Mystery Man (2018)

## Filmografi
TV-serier
- Løs på snippen (1973)
- Nynytt (1976–1978)
- Hvad nuh?! (1975–1978)
- Brødrene Dal og professor Drøvels hemmelighet (1979): Gaus Dal
- Press (1979)
- Narrespeilet (1980)
- Kliin kokos (1981, 1985)
- Pelle Parafins Bøljeband og automatspøkelsene (1981): Gaus Dal
- Nuts (1982, Montreux)
- Brødrene Dal og spektralsteinene (1982): Gaus Dal
- Fjærsynet (1982–1983)
- I spøkelyset (1983–1984)
- Diplomatix (1985, Montreux)
- SKAI-TV (1988–1989)
- Midt i smørøyet (1988)
- Njus (1991)
- KLMs Nachspiel (1992)
- U (1992)
- Jul på Sesam stasjon (1993): Läkare
- Vindu mot Lillehammer (1994)
- The Rise and Fall of an Olympic Village (1994, Montreux)
- Brødrene Dal og legenden om Atlant-is (1994): Gaus Dal
- KLMs Vorspiel (1995)
- The International KLM Show (1996, Montreux)
- Zappet (1997)
- 20 år med KLM (1997–2001)
- Senkveld med HC og Tommy (2001)
- Gnottene (2002): Alff
- TV 2-nøttene (2003)
- Gylne tider (2004): som sig själv
- Senkveld med Thomas og Harald (2004): Gäst
- Brødrene Dal og mysteriet om Karl XIIs gamasjer (2005)
- God kveld Norge (2007)
- Komiprisen 2007 (2007)
- Showman (2010)
- Sommertid (2010)
- Fin fredag (2010): Gäst

Filmer
- Noe helt annet (1985): Vulvatt, läkare, präst
- De blå ulvene (1992): Gäst
- Propp og Berta (2002): Tyttebæsj
- Brødrene Dal og Vikingsverdets forbannelse (2010): Gaus Dal
- Utpressing for nybegynnere (2011, outgiven): Olav Ravnerud
- Horror Bizarre (2013): Journalist